# سبارسنتان
سبارستان(Sparsentan) ، الذي يباع تحت الإسم التجاري فلسباري( Filspari )، هو دواء يستخدم لعلاج اعتلال الكلية الأولي بسبب الغلوبولين المناعي A.  و يستخدم على وجه التحديد لتقليل البروتين في البول.  اعتبارًا من عام 2023، من غير الواضح ما إذا كان يؤثر على وظائف الكلى على المدى الطويل.  يتم تناوله عن طريق الفم. 
تشمل الآثار الجانبية الشائعة لهذا العقار على: انخفاض ضغط الدم، و تورم الساقين، و ارتفاع البوتاسيوم، و انخفاض خلايا الدم الحمراء.  كما و قد تشمل الآثار الجانبية الشديدة مشاكل في الكبد.  أما استخدامه أثناء الحمل فقد يؤدي إلى الإضرار بالجنين. و هو عبارة عن حاصرات لمستقبلات الإندوثيلين والأنجيوتنسين II. 
تمت الموافقة عليه للاستخدام الطبي في الولايات المتحدة في عام 2023.  ومن المتوقع أن تبلغ التكلفة حوالي 170 ألف دولار أمريكي سنويًا في الولايات المتحدة اعتبارًا من عام 2023. 